# Johan Fröberg (musiker)
Carl Johan Fröberg, född 28 januari 1812 i Stockholm, död 15 maj 1884 i Västervik, var en svensk musiker som spelade cello. 

## Biografi
Carl Johan Fröberg föddes 28 januari 1812. Han anställdes 1 juli 1835  vid Kungliga Hovkapellet som violoncellist och slutade 1 juli 1838. Sedan arbetade han fyra år som musiklärare, varefter han engagerades som musiker i Mindre teaterns orkester 1842–1846. Åren 1846-1863 var han åter musiklärare men nu i Uppsala där han bildat familj. Han bytte senare till teaterbanan genom att grunda en egen ensemble och ge föreställningar på bland annat Ladugårdslandsteatern, där han var direktör 1868-1869. Hans bägge söner Johan Fröberg och Murre Fröberg var verksamma som skådespelare.